# Ключівський район
Ключі́вський район (рос. Ключевский район) — район у складі Алтайського краю Російської Федерації.
Адміністративний центр — село Ключі.

## Історія
Район утворений 24 вересня 1924 року. 1941 року частина території передана до складу Михайловського району. 15 січня 1944 року 9 сільради передані до складу новоствореного Табунського району: Ананьєвська, Виноградовська, Златополинська, Каракульська, Куратальська, Курська, Ново-Петровська, Попаснівська, Семеновська. У період 1963-1964 років Ключівський район був ліквідований, територія входила до складу Кулундинського району. Станом на 1964 рік до складу району входили 8 сільрад: Васильчуківська, Зелено-Полянська, Каїпська, Ключівська, Новополтавська, Петуховська, Платовська та Сєверська.

## Населення
Населення — 16189 осіб (2019; 18267 в 2010, 20113 у 2002).

## Адміністративний поділ
Район адміністративно поділяється на 10 сільських поселень (сільрад):
| Поселення                     | Площа, км² | Населення, осіб (2002) | Населення, осіб (2010) | Населення, осіб (2019) | Центр         | Населені пункти |
| ----------------------------- | ---------- | ---------------------- | ---------------------- | ---------------------- | ------------- | --------------- |
| Васильчуківська сільська рада | 233,01     | 1464                   | 1233                   | 1072                   | Васильчуки    | 1               |
| Зеленополянська сільська рада | 363,38     | 1088                   | 930                    | 778                    | Зелена Поляна | 4               |
| Істіміська сільська рада      | 152,77     | 767                    | 681                    | 583                    | Істіміс       | 1               |
| Каїпська сільська рада        | 282,36     | 817                    | 559                    | 404                    | Каїп          | 1               |
| Ключівська сільська рада      | 331,57     | 9752                   | 9340                   | 8772                   | Ключі         | 3               |
| Новополтавська сільська рада  | 277,65     | 1248                   | 975                    | 756                    | Новополтава   | 2               |
| Новоцілинна сільська рада     | 114,75     | 1346                   | 1258                   | 1102                   | Цілинний      | 2               |
| Петухівська сільська рада     | 410,99     | 1263                   | 1010                   | 801                    | Петухи        | 2               |
| Покровська сільська рада      | 160,30     | 604                    | 514                    | 439                    | Покровка      | 1               |
| Сєверська сільська рада       | 716,55     | 1764                   | 1767                   | 1482                   | Сєверка       | 1               |

- 2010 року ліквідована Платовська сільська рада, територія увійшла до складу Ключівської сільської ради[4].
- 2014 року ліквідована Марковська сільська рада, територія увійшла до складу Зеленополянської сільської ради[5].

## Найбільші населені пункти
Нижче подано список населених пунктів з чисельністю населенням понад 1000 осіб:
| № | Населений пункт | Населення, осіб (2002) | Населення, осіб (2010) |
| - | --------------- | ---------------------- | ---------------------- |
| 1 | Ключі           | 9278                   | 8892                   |
| 2 | Сєверка         | 1764                   | 1767                   |
| 3 | Васильчуки      | 1464                   | 1233                   |
| 4 | Цілинний        | 1273                   | 1230                   |